# 楊士琦

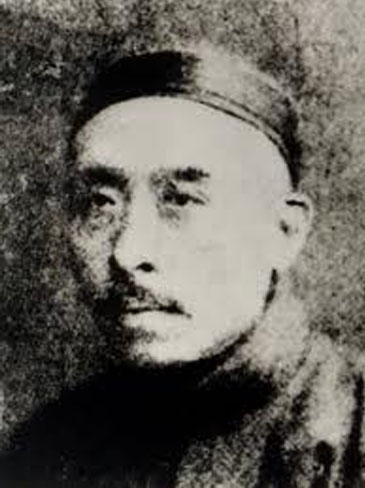

楊士琦（1862年—1918年10月29日），字杏城，安徽泗州人，清末民初政治人物。

## 生平
光緒八年（1882年）舉人，報捐道員。先入李鴻章幕僚，後投靠袁世凱，出謀獻策。
光緒二十九年，駐上海幫辦電政大臣，兼招商局總辦。三十年，清商部接收南洋公學，改名高等實業學堂（今交通大學），任監督。三十三年，離招商局，辞职离开高等實業學堂，任農工商部侍郎。1911年（宣統三年），遷袁世凯内阁郵傳大臣。12月，南北議和，楊士琦是清政府代表之一，但當總代表唐紹儀被辭職後，便稱病辭官，1912年1月4日，清政府批准楊辭職。
1913年（民國二年），得袁世凱支持，入招商局董事會；翌年，當選董事會會長，一任四年。1916年（民國五年），袁世凱稱帝，改元洪憲，楊是主要謀臣之一，並出任郵傳部大臣。袁死後，寓居上海租界。1918年，被其妾毒死。

## 家庭
有兄楊士驤，官至直隸總督。
楊士琦的兒子楊毓珣民國時曾任汪伪政权底下的山東省省長一職，娶袁世凱的第四女為妻。